# Сага о Людях с Песчаного Берега
Сага о людях с Песчаного Берега (исл. Eyrbyggja saga) — одна из «саг об исландцах», относящаяся к наиболее значительным произведениям этого жанра. Была записана в XIII веке.

## Содержание
Заканчивая сагу, автор называет её «Сагой о людях с мыса Тора, людях из Песчаного Берега и людях с Лебяжьего фьорда» (исл. Ok lýkr þar sögu Þórsnesinga, Eyrbyggja ok Álftfirðinga). Краткое название впервые упоминается в «Книге о заселении Исландии» (в редакции Хаука сына Эрленда, составленной около 1300 года). Вероятно, оно утвердилось потому, что хутор Песчаный Берег был в XI—XIII веках главным местом устной передачи саги, а может быть, и её записи.
Сага описывает распри между жителями трёх местностей на полуострове Мыс Снежной Горы в западной Исландии. Основные события происходят в 979—1008 годах, и последнее из них — поход Снорри Годи в Городищенский Фьорд ради мести за Стюра Убийцу, описанный с других позиций в «Саге о Битве на Пустоши». Последние главы содержат короткий рассказ о последних 20 годах жизни Снорри Годи и об эксгумации его могилы в «эпоху Стурлунгов».

## Мнения учёных
Эйнар Оулафур Свейнссон, издавший сагу в 1935 году, считал, что она была написана между 1221 и 1235 годами. Первая дата — год смерти Гудню дочери Бёдвара, присутствовавшей, согласно саге, при эксгумации могилы Снорри Годи, вторая — год переезда Стюрмира Мудрого в монастырь на Лесистом Острове, где он оставил свою редакцию «Книги о заселении Исландии», испытавшую влияние «Саги о людях с Песчаного Берега». Позже другие учёные выдвинули гипотезу о написании саги в 1250—1260-х годах. Существует мнение, что автором саги является Стурла Тордарсон.
Исследователи отмечают, что автор саги подчёркнуто объективен. Главный положительный герой саги — Снорри Годи; тем не менее его тесть Стюр Убийца получает очень неприятную характеристику, а о гибели врага Снорри Арнкеля рассказчик сожалеет. Автор использовал в работе множество устных преданий и литературные источники, а отдельные второстепенные детали, возможно, выдумывал на основе специфических исландских топонимов (Сраная Шхера, Сход Рабов, Пустошь Берсерков и т. п.).

## Издание на русском языке
- Сага о людях с Песчаного Берега. Перевод А. В. Циммерлинга// Исландские саги. Т. 2. М.: Языки славянской культуры, 2004.